# Igreja de São Miguel (Luxemburgo)

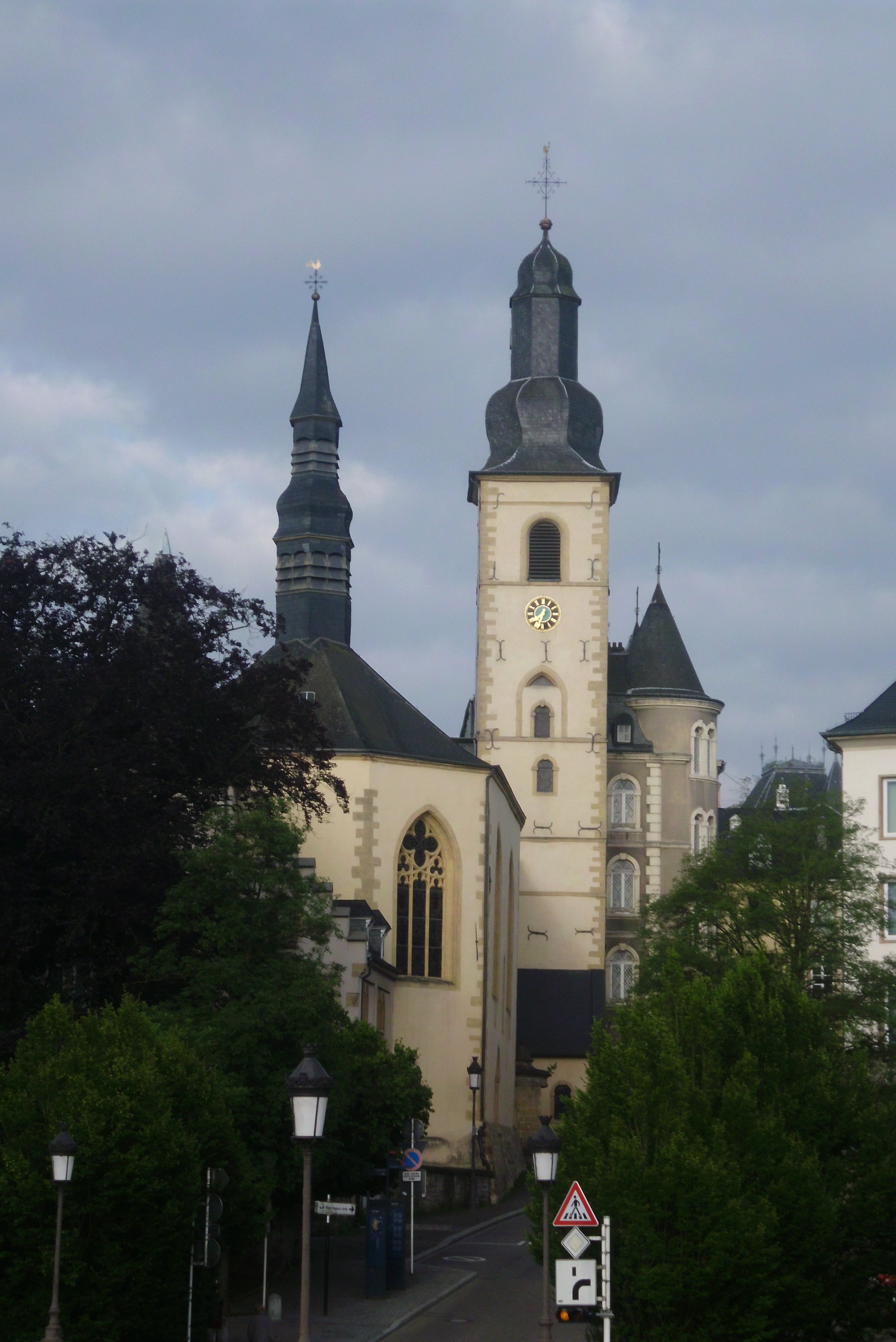
A Igreja de São Miguel fica no local religioso mais antigo da cidade

Igreja de São Miguel (em luxemburguês:  Méchelskierch, em francês:  Église Saint-Michel, em alemão:  Sankt Michaelskirche) é uma igreja católica romana na cidade de Luxemburgo, no sul de Luxemburgo. Ela está localizada no Fishmarket, no centro de Ville Haute trimestre.
A igreja é o local religioso mais antigo existente na cidade de Luxemburgo. A primeira igreja foi construída no local em 987 como capela do castelo do Conde de Luxemburgo. No entanto, ao longo dos séculos seguintes, o edifício foi destruído, reconstruído e renovado várias vezes. O seu formato actual data de 1688 e reúne os estilos arquitectónico românico e barroco, anteriores ao barroco Moselle nacional. O edifício foi restaurado desde então, preservando a sua forma original, em 1960, 1980 e 2003 – 2004.